# Jens Heinrich

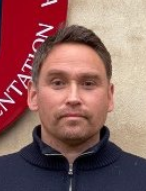
Jens Heinrich (2022)

Jens Heinrich (* 14. August 1973 in Charlottenlund, Gentofte Kommune, Dänemark) ist ein grönländischer Historiker und Diplomat.

## Leben
Jens Heinrich wurde als jüngerer von zwei Söhnen des dänisch-norwegischen Goldschmieds Tom Nordvi Jensen (* 1942) und der grönländischen Højskoleleiterin Sofie „Suso“ Henriethe Karen Maline Heinrich (1942–2021) in Dänemark geboren. Über seine Mutter ist er ein Neffe des Politikers Nikolaj Heinrich (* 1937). Seine Mutter war die erste grönländische Studentin. Sein Vater war als Gewerkschafter in Dänemark aktiv und kam in den 1960er Jahren nach Grönland, wo er gemeinsam mit Suso Heinrich an der 1977 vollzogenen Gründung der Sulisartut Højskoliat in Qaqortoq arbeitete. Suso Heinrich wurde Leiterin und Tom Jensen Buchhalter an der Højskole, während Jens in Qaqortoq aufwuchs.
Er besuchte Gymnasien in Gentofte und Aasiaat, die er 1993 abschloss. Von 1996 bis 2004 studierte er Kultur- und Gesellschaftsgeschichte am Ilisimatusarfik. Von 2004 bis 2005 war er am Dänischen Nationalmuseum angestellt, wo er sich mit Grönland im Zweiten Weltkrieg beschäftigte. Zwischen 2005 und 2010 arbeitete er an seiner Promotion über Eske Bruns Rolle in der Entwicklung Grönlands in der Mitte des 20. Jahrhunderts. Er war die zweite Person, die am Ilisimatusarfik promoviert wurde. Von 2010 bis 2011 war er bei der grönländischen Regierung angestellt, um zu juristisch vaterlosen grönländischen Kindern zu forschen. Nach weiteren Beschäftigungen im Bereich Forschung und Lehre wurde er 2014 Mitglied der dänisch-grönländischen Versöhnungskommission. 2016 wurde er unter Aaja Chemnitz Larsen zum politischen Berater der Inuit Ataqatigiit im Folketing ernannt und trat daraufhin als Vizevorsitzender der Versöhnungskommission zurück. 2018 wurde er Berater an der grönländischen Repräsentation in Kopenhagen. Im Juli 2021 wurde er kommissarisch zum Repräsentationschef ernannt, bevor er das Amt im Januar 2022 fest übernahm.

## Werke
- 2004: Den grønlandske mentalitet 1850–1950 – en kulturel konstruktion
- 2005: Sorsunnersuaq kingulleq nunarpullu/Anden verdenskrig og Grønland (mit Aviâja Rosing Jakobsen)
- 2011: Historisk udredning om retsstillingen for børn født uden for ægteskab i Grønland 1914-1974 (mit Sniff Andersen Nexø und Linda Nielsen)
- 2012: Eske Brun og det moderne Grønlands tilblivelse 1932 – 64
- 2016: Kalaallit Nunaata politikkikkut ineriartornera/Grønlands politiske udvikling
- 2017: Naalagaaffeqatigiinnerup oqaluttuassartaa/Rigsfællesskabets historie (mit Bent Mortensen)
- 2017: Grønland. Den arktiske koloni (Hrsg.: Hans Christian Gulløv)
  - Krig og afkolonisering 1939–53
  - Fra hjemmestyre til selvstyre 1979–2009 (mit Einar Lund Jensen)